# Carrouges
Pour les articles homonymes, voir Carrouges (homonymie).
Pour les articles ayant des titres homophones, voir Carrouge et Carouge.
Carrouges est une commune française, située dans le département de l'Orne en région Normandie, peuplée de 626 habitants.

## Géographie
| Saint-Martin-l'Aiguillon    | Sainte-Marguerite-de-Carrouges | Saint-Sauveur-de-Carrouges |
| Joué-du-Bois                | Carrouges                      | Chahains                   |
| Lignières-Orgères (Mayenne) | Saint-Martin-des-Landes        |                            |

### Localisation
Pays de bocage, à la frontière entre le pays d'Houlme et la campagne d'Alençon. La commune se situe dans le parc naturel régional Normandie-Maine.

### Géologie et relief
Carrouges est située à 320 mètres d'altitude, sur le versant nord du signal d'Écouves, le deuxième plus haut sommet de Normandie (413 mètres).

### Sismicité
Commune située dans une zone de sismicité faible.

### Hydrographie
La commune est traversée par la ligne de partage des eaux entre les bassins hydrographiques Seine-Normandie et Loire-Bretagne. Elle est drainée par l'Udon, le ruisseau du Moulin de Besnard, le fossé 01 de la Boujardière, le ruisseau de Rohan, le ruisseau des Noes Morins et le ruisseau du Grand Pied,,.
L'Udon, d'une longueur de 28 km, prend sa source dans la commune de Chahains et se jette  dans l'Orne en limite de Sevrai et d'Écouché-les-Vallées, après avoir traversé dix communes. 
Le ruisseau du Moulin de Besnard, d'une longueur de 13 km, prend sa source dans la commune de Chahains et se jette  dans l'Udon en limite de Vieux-Pont et de Sainte-Marie-la-Robert, après avoir traversé huit communes. 

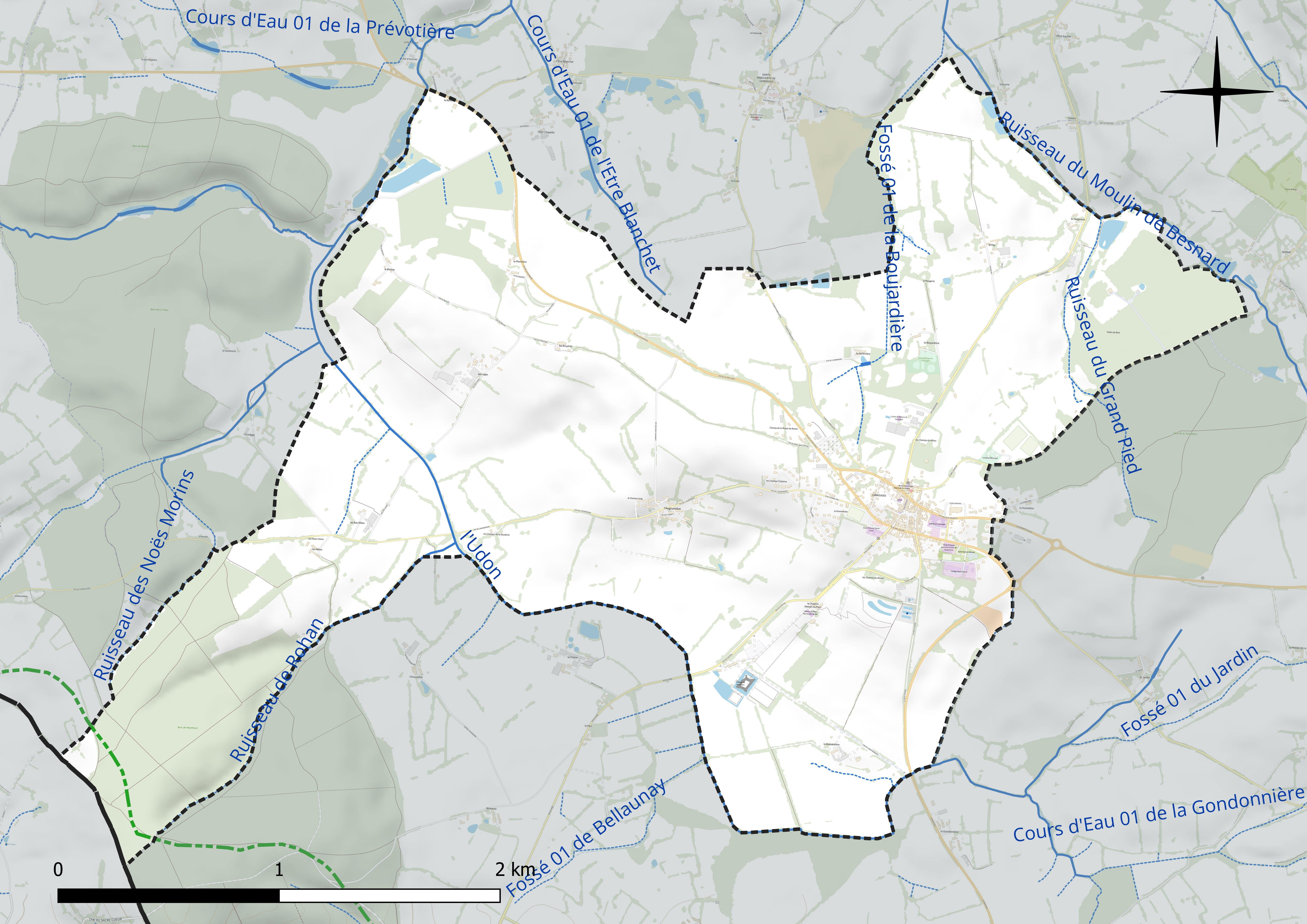
Réseau hydrographique de Carrouges.

### Climat
Pour des articles plus généraux, voir Climat de la Normandie et Climat de l'Orne.
En 2010, le climat de la commune est de type climat océanique altéré, selon une étude du CNRS s'appuyant sur une série de données couvrant la période 1971-2000. En 2020, Météo-France publie une typologie des climats de la France métropolitaine dans laquelle la commune est exposée à un climat océanique et est dans la région climatique Normandie (Cotentin, Orne), caractérisée par une pluviométrie relativement élevée (850 mm/a) et un été frais (15,5 °C) et venté. Parallèlement le GIEC normand, un groupe régional d’experts sur le climat, différencie quant à lui, dans une étude de 2020, trois grands types de climats pour la région Normandie, nuancés à une échelle plus fine par les facteurs géographiques locaux. La commune est, selon ce zonage, exposée à un « climat contrasté des collines », correspondant au Bocage normand, bien arrosé, voire très arrosé sur les reliefs les plus exposés au flux d’ouest, et frais en raison de l’altitude.
Pour la période 1971-2000, la température annuelle moyenne est de 9,9 °C, avec une amplitude thermique annuelle de 14,1 °C. Le cumul annuel moyen de précipitations est de 911 mm, avec 13,7 jours de précipitations en janvier et 7,7 jours en juillet. Pour la période 1991-2020, la température moyenne annuelle observée sur la station météorologique la plus proche, située sur la commune d'Argentan à 22 km à vol d'oiseau, est de 11,1 °C et le cumul annuel moyen de précipitations est de 691,9 mm,. Pour l'avenir, les paramètres climatiques de la commune estimés pour 2050 selon différents scénarios d’émission de gaz à effet de serre sont consultables sur un site dédié publié par Météo-France en novembre 2022.

## Voies de communications et transports

### Voies routières
- Départementales 2 et 908 depuis Alençon.

La D 2 relie Alençon et Argentan via Carrouges, et dessert Lonrai, Cuissai, Livaie, Roupperroux, Chahains, Carrouges, Le Menil-Scelleur, Boucé, Fleuré et Sarceaux.

### Transports en commun
- Autocars[18] :
  - Ligne Alençon – Carrouges – La Ferté-Macé,
  - Ligne Carrouges – Argentan.

### Ancienne voie ferrée
- Voies ferrées économiques de l'Orne : Ligne de Carrouges à Trun.

## Intercommunalité
Commune membre de la communauté de communes du Pays Fertois et du Bocage Carrougien.

## Urbanisme

### Typologie
Au 1er janvier 2024, Carrouges est catégorisée commune rurale à habitat dispersé, selon la nouvelle grille communale de densité à sept niveaux définie par l'Insee en 2022.
Elle est située hors unité urbaine et hors attraction des villes,.

### Occupation des sols
L'occupation des sols de la commune, telle qu'elle ressort de la base de données européenne d’occupation biophysique des sols Corine Land Cover (CLC), est marquée par l'importance des territoires agricoles (81,2 % en 2018), en diminution par rapport à 1990 (86,7 %). La répartition détaillée en 2018 est la suivante : prairies (50,8 %), terres arables (30,5 %), forêts (12,9 %), zones urbanisées (5,9 %). L'évolution de l’occupation des sols de la commune et de ses infrastructures peut être observée sur les différentes représentations cartographiques du territoire : la carte de Cassini (XVIIIe siècle), la carte d'état-major (1820-1866) et les cartes ou photos aériennes de l'IGN pour la période actuelle (1950 à aujourd'hui).

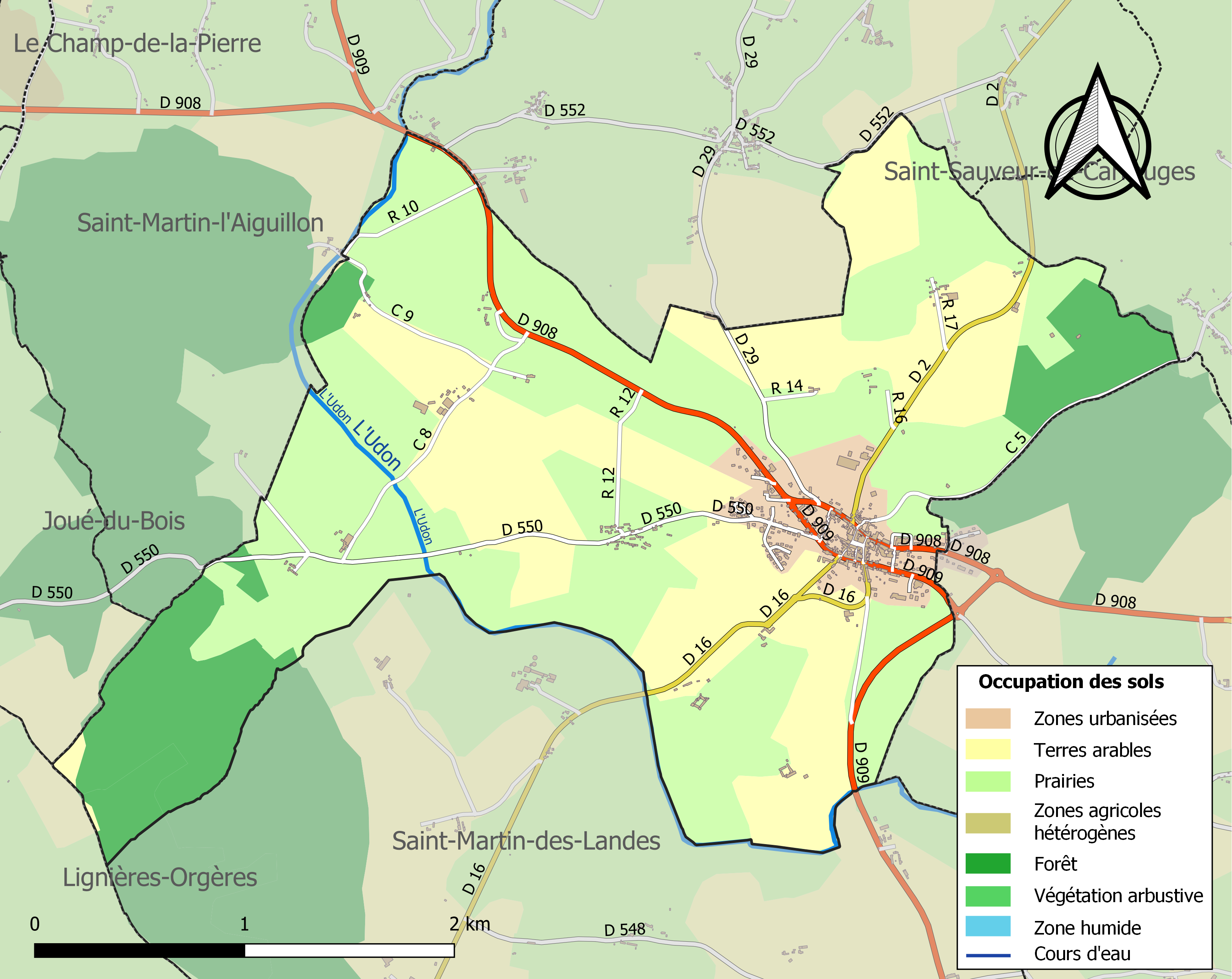
Carte des infrastructures et de l'occupation des sols de la commune en 2018 (CLC).

## Toponymie
En langue d'oïl le mot carrouge est l'évolution naturelle et logique du latin quadrivium, « carrefour »; le -s indique un pluriel ou est sans sens particulier.

## Histoire
- Au Moyen Âge, la paroisse de Carrouges fait partie du doyenné d'Asnebec.
- En 1386, Jean IV de Carrouges, rentrant d'une expédition en Écosse, apprend de sa femme Marguerite de Thibouville qu'elle a été violée au château en son absence par Jacques le Gris. Celui-ci niant et justice ne lui étant pas rendue par Pierre II d'Alençon, Jean obtient du parlement de Paris de l'affronter dans l'un des derniers duels judiciaires français. Il en sort victorieux en tuant Jacques le Gris, ce qui vaut décision de justice.
- En 1490, sous le roi Charles VIII, Jean de Blosset, seigneur de Carrouges et grand maréchal de Normandie, fonde sur ses terres, auprès de son château, une collégiale (dédiée à Notre-Dame du Bon Confort) composée de six chanoines prébendés « à la nomination du seigneur qui était aussi le collateur des bénéfices ». Ces prébendes sont estimées en 1698 à 200 livres, dans le Mémoire de la Généralité d'Alençon établi par l'intendant M. de Pommereuil.

Il est également précisé en 1698 qu'une juridiction appelée « grenier d'impôt » (en rapport avec la gabelle payée sur le sel) est située à Carrouges.
- Au XVIIIe siècle, dans la description de la généralité d'Alençon (subdivision : élection de Falaise) il est noté : « les forges de Carrouges, de Rânes, du Champ-de-la-Pierre et de Cossé occupent une bonne partie des habitants des paroisses voisines ».
- Au moment de la Révolution française de 1789, la commune s'appelle « Carrouges-la-Montagne ».
- Au mois d'août 1944[25], occupée par les forces allemandes, la ville est délivrée par les troupes de la 3e division blindée américaine, grâce au courage du maire de Saint-Martin-des-Landes, M. Geslain qui, après s'être libéré des soldats allemands qui l'avaient arrêté, indiqua les positions des Allemands aux Américains.

## Héraldique
| Blason de Carrouges | Blason  | De gueules, semé de roses d’argent ; à un château de deux tours couvert d’or, maçonné de sable, soutenu d’une patte de léopard versée d’or, armée d’azur, se mouvant de l’angle de la pointe dextre. |
| Blason de Carrouges | Détails | Écu : Le château symbolise celui de la commune. La patte de léopard évoque l’emblème de la Normandie. Les roses indiquent que la sainte Vierge est la sainte patronne de Carrouges. La disposition en semé évoque les armes des Carrouges anciens qui portaient « de gueules, semé de fleurs de lys d’argent ». Ornements : Les ornements sont deux branches de chêne de sinople, fruitées d’or, mises en sautoir par la pointe et liées d’or pour rappeler la forêt du parc Normandie Maine. Le listel d'argent porte le nom de la commune en lettres majuscules de sable. La couronne indique que l’écu est celui d’une commune. Armoiries créées par Jean-Claude Molinier et adoptées officiellement le 22 juin 2000. |

## Politique et administration
| Période                                  | Période      | Identité              | Étiquette    | Qualité                            |
| ---------------------------------------- | ------------ | --------------------- | ------------ | ---------------------------------- |
| ?                                        | mars 2001    | Alice Izquierdo       |              |                                    |
| mars 2001                                | août 2013    | Eugène-Loïc Ermessent | UDF puis DVD | Médecin, ancien conseiller général |
| septembre 2013                           | juillet 2020 | Christian Thibouville | SE           |                                    |
| juillet 2020                             | En cours     | Pierre Chivard        | SE           | Agriculteur retraité               |
| Les données manquantes sont à compléter. |              |                       |              |                                    |

### Budget et fiscalité 2018
En 2018, le budget de la commune était constitué ainsi :
- total des produits de fonctionnement : 466 000 €, soit 1 668 € par habitant ;
- total des charges de fonctionnement : 430 000 €, soit 616 € par habitant ;
- total des ressources d'investissement : 107 000 €, soit 153 € par habitant ;
- total des emplois d'investissement : 106 000 €, soit 152 € par habitant ;
- endettement : 144 000 €, soit 206 € par habitant.

Avec les taux de fiscalité suivants :
- taxe d'habitation : 12,21 % ;
- taxe foncière sur les propriétés bâties : 10,04 % ;
- taxe foncière sur les propriétés non bâties : 11,50 % ;
- taxe additionnelle à la taxe foncière sur les propriétés non bâties : 32,41 % ;
- cotisation foncière des entreprises : 11,19 %.

Chiffres clés Revenus et pauvreté des ménages en 2016 : médiane en 2016 du revenu disponible, par unité de consommation : 17 526 €.

## Population et société

### Démographie

#### Évolution démographique
L'évolution du nombre d'habitants est connue à travers les recensements de la population effectués dans la commune depuis 1793. Pour les communes de moins de 10 000 habitants, une enquête de recensement portant sur toute la population est réalisée tous les cinq ans, les populations de référence des années intermédiaires étant quant à elles estimées par interpolation ou extrapolation. Pour la commune, le premier recensement exhaustif entrant dans le cadre du nouveau dispositif a été réalisé en 2005.
En 2022, la commune comptait 626 habitants, en évolution de −6,71 % par rapport à 2016 (Orne : −3,21 %, France hors Mayotte : +2,11 %).
| 1793  | 1800  | 1806  | 1821  | 1836  | 1841  | 1846  | 1851  | 1856  |
| ----- | ----- | ----- | ----- | ----- | ----- | ----- | ----- | ----- |
| 2 050 | 1 960 | 1 962 | 2 151 | 2 250 | 2 145 | 2 144 | 2 062 | 1 972 |

| 1861  | 1866 | 1872 | 1876 | 1881 | 1886 | 1891 | 1896 | 1901 |
| ----- | ---- | ---- | ---- | ---- | ---- | ---- | ---- | ---- |
| 1 832 | 950  | 940  | 958  | 939  | 981  | 916  | 888  | 865  |

| 1906 | 1911 | 1921 | 1926 | 1931 | 1936 | 1946 | 1954 | 1962 |
| ---- | ---- | ---- | ---- | ---- | ---- | ---- | ---- | ---- |
| 829  | 789  | 705  | 710  | 734  | 701  | 708  | 706  | 727  |

| 1968 | 1975 | 1982 | 1990 | 1999 | 2005 | 2006 | 2010 | 2015 |
| ---- | ---- | ---- | ---- | ---- | ---- | ---- | ---- | ---- |
| 695  | 753  | 787  | 760  | 743  | 735  | 734  | 734  | 678  |

| 2020 | 2022 | - | - | - | - | - | - | - |
| ---- | ---- | - | - | - | - | - | - | - |
| 630  | 626  | - | - | - | - | - | - | - |

### Enseignement
Établissements d'enseignements :
- École maternelle,
- Écoles primaires,
- Collège,
- Lycée à La Ferté-Macé.

### Santé
Professionnels et établissements de santé :
- Médecins à Carrouges, Boucé, Râne.
- Pharmacies à Carrouges, Boucé, Râne.
- Hôpitaux à La Ferté-Macé, Argentan, Alençon.
- Maison de retraite[39].

### Cultes
- Culte catholique, paroisse Saint François en Ecouve[40], diocèse de Séez.

## Économie

### Entreprises et commerces

#### Agriculture
- Cidricole[41].

#### Tourisme
- Restaurants[42].
- Hôtels[43].
- Les Écuries de la Fouquière[44].

#### Commerces
- Commerces et services de proximité.

## Lieux et monuments

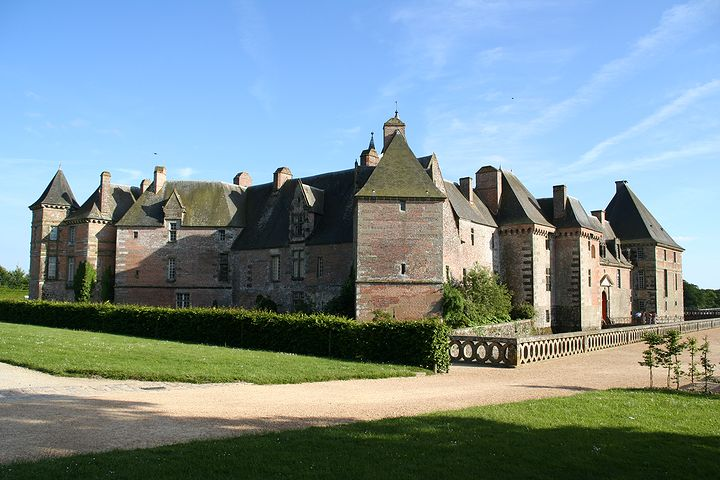
Le château de Carrouges.

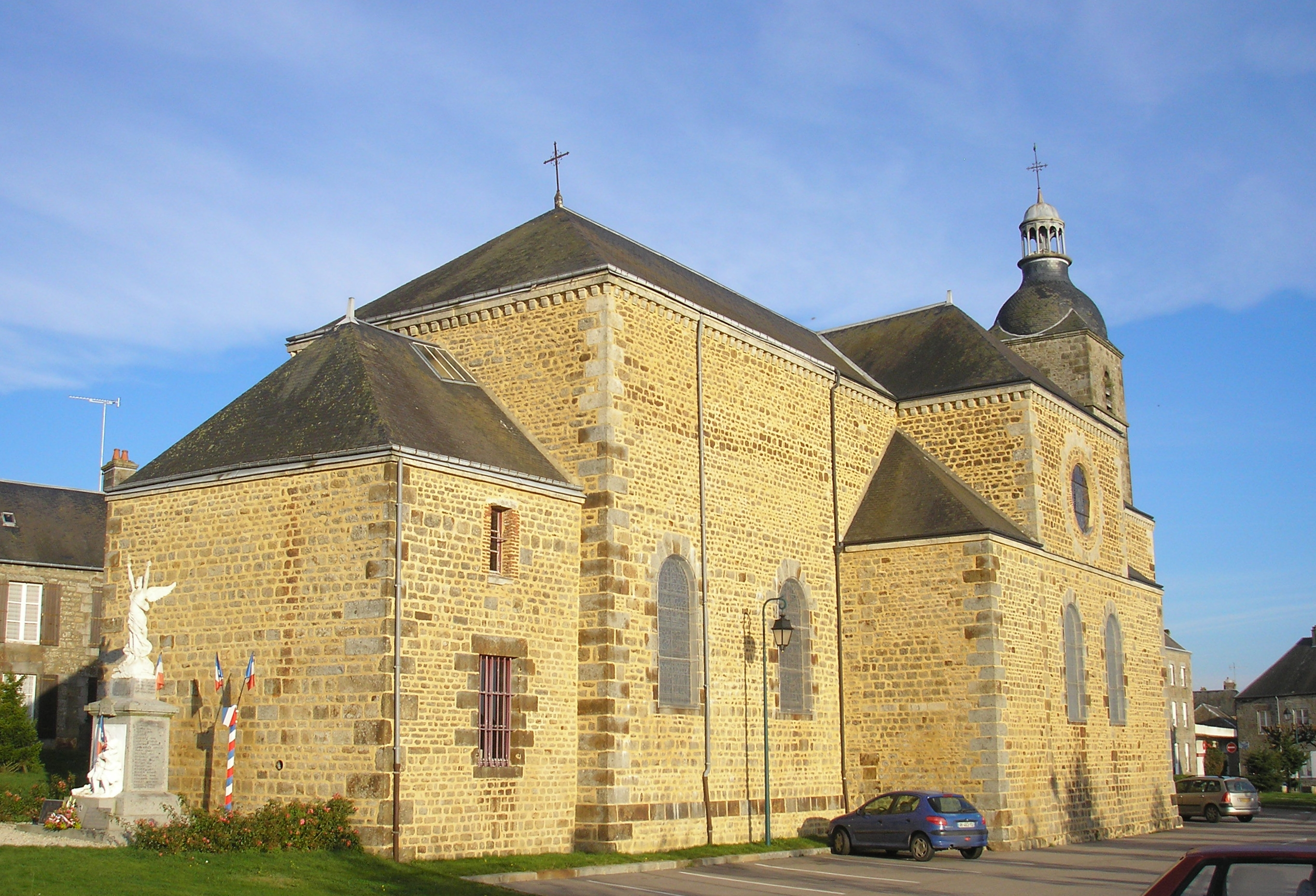
L'église Notre-Dame-de-l'Assomption.

- Château fondé au XIVe par Jean IV de Carrouges, reconstruit après la guerre de Cent Ans par Jean Blosset puis agrandi et embelli par la famille Le Veneur jusqu'au XVIIe siècle.
- L'ancienne chanoinerie du château, le « Chapitre », abrite désormais la Maison du Parc, siège du parc naturel régional Normandie-Maine. Une exposition portant sur les particularités du parc peut y être visitée et des expositions temporaires sont régulièrement organisées.
- L'église Notre-Dame-de-l'Assomption[45],[46].
- Monument aux morts[47] : conflits commémorés : 1914-1918 - 1939-1945 - Indochine (1946-1954) - AFN-Algérie (1954-1962)[48].

## Jumelages
La commune de Carrouges est jumelée avec :
- Carrouge (Suisse) depuis septembre 2000[49].

## Médias
- Radio coup de foudre 104 FM[50].

## Personnalités liées à la commune
- Jean IV de Carrouges, chevalier né à Carrouges au début de la guerre de Cent Ans, à l'origine du château de Carrouges. Chambellan du duc Pierre II d'Alençon (un petit-neveu de Philippe Le Bel).
- Jean Le Veneur de Tillières (petit-fils de Philippe Le Veneur, baron de Tillières et de Marie Blosset, Dame de Carrouges, décédé en 1543) : évêque-comte de Lisieux en 1505 - Lieutenant général au gouvernement de Normandie - Grand aumônier du roi François Ier de France en 1526 - Cardinal en 1533.
- Jacob Gérard Desrivières (1751-1828), cultivateur à Carrouges-la-Montagne, député de l'Orne à la Convention nationale en 1793 — en remplacement de Charles de la Hosdinière, démissionnaire. Il siège à la « Plaine » entre les Montagnards et les Girondins, puis est député au Conseil des Anciens jusqu'en 1795.
- Le père Isidore Métayer (Carrouges, 1827 —- Lien-Chan, Chine, 1881). Missionnaire apostolique en Mandchourie, il consacra sa vie à la protection et à l'éducation des enfants orphelins[51].
- Pierre-Jean Launay (1900 à Carrouges - 1982), écrivain, lauréat du prix Renaudot en 1938.
- Michel Le Royer : comédien et metteur en scène né à Carrouges le 31 août 1932 décédé le 25 février 2022. Ancien pensionnaire de la Comédie-Française, devenu célèbre grâce au feuilleton télévisé Le Chevalier de Maison-Rouge diffusé en 1963, il dirige ensuite le cours de théâtre La Récréation à Lyon (6e). Il met aussi son talent au service de doublages de films de télévision ou de cinéma. Il est entre autres la voix de David McCallum dans la série américaine NCIS : Enquêtes spéciales et celle de Terry O'Quinn dans la série Lost : Les Disparus.
- Philippe Tranchant un footballeur puis entraîneur français, ne a Carrouges[52].

## Dans la culture
Le film Le Dernier Duel (The Last Duel), de Ridley Scott (2021), relate le conflit et le duel entre Jacques le Gris et Jean de Carrouges. L'action est en partie située au château de Carrouges.